# Kusacz pampasowy
Kusacz pampasowy, kurak stinamu (Eudromia elegans) – gatunek średniego ptaka lądowego z rodziny kusaczy (Tinamidae), zamieszkujący Amerykę Południową. Nie jest zagrożony wyginięciem.

## Zasięg występowania
Kusacz pampasowy występuje w zależności od podgatunku:
- E. elegans intermedia – północno-zachodnia Argentyna, być może także skrajnie południowa Boliwia
- E. elegans magnistriata – północno-zachodnia Argentyna
- E. elegans riojana – zachodnio-środkowa Argentyna
- E. elegans albida – zachodnio-środkowa Argentyna
- E. elegans wetmorei – zachodnia Argentyna
- E. elegans numida – środkowa Argentyna
- E. elegans elegans – południowo-środkowa Argentyna
- E. elegans multiguttata – wschodnio-środkowa Argentyna
- E. elegans devia – południowo-zachodnia Argentyna
- E. elegans patagonica – południowe Chile (region Aysén) i południowa Argentyna

## Charakterystyka
Wygląd zewnętrznyDługość ciała 37,5–41 cm; masa ciała samic 709–892 g, samców 676–809 g. Ptak pokroju kuropatwy, z małą głową i krótkimi skrzydłami. Samiec i samica ubarwione podobnie, jednak samica nieco bardziej kontrastowa. Wierzch ciała brązowy z białymi i czarnymi plamkami. Szyja i pierś rdzawożółta z ciemnym rysunkiem, brzuch żółty. Głowa brązowa z białymi kresami. Na głowie czub z piór, zazwyczaj złożony do tyłu, może być jednak stroszony. Dziób krótki i cienki, lekko zakrzywiony do dołu. Nogi w kolorze od jasnoszarego do szarobrązowego, z trzema dużymi palcami skierowanymi do przodu (brak tylnego palca).
ZachowanieProwadzi naziemny tryb życia. Prawie w ogóle nie lata, jedynie w sytuacji zagrożenia podrywa się na chwilę w powietrze, by za chwilę wylądować. Zimą kusacze pampasowe zbierają się w grupki od 6 do 30 ptaków i wspólnie przemierzają duże połacie terenu w poszukiwaniu pożywienia. Latem, kiedy jest obfitość pożywienia, pozostają z reguły na niewielkim obszarze.

## Środowisko
Otwarte, suche tereny trawiasto-krzewiaste: pampa, puna i chaco. Występują na wysokościach od poziomu morza do 2500 m n.p.m.

## Pożywienie
Wszystkożerne. Głównie nasiona i owoce zbierane z ziemi lub niskich krzewinek, ale także pąki, liście, kwiaty, a nawet korzonki. Zjadają również owady i ich larwy oraz mięczaki. Z reguły zimą są wyłącznie roślinożerne, a latem, kiedy występuje obfitość owadów, przestawiają się bardziej na pokarm zwierzęcy. Aby ułatwić rozdrabnianie pokarmu, połykają małe kamyki.

## Lęgi

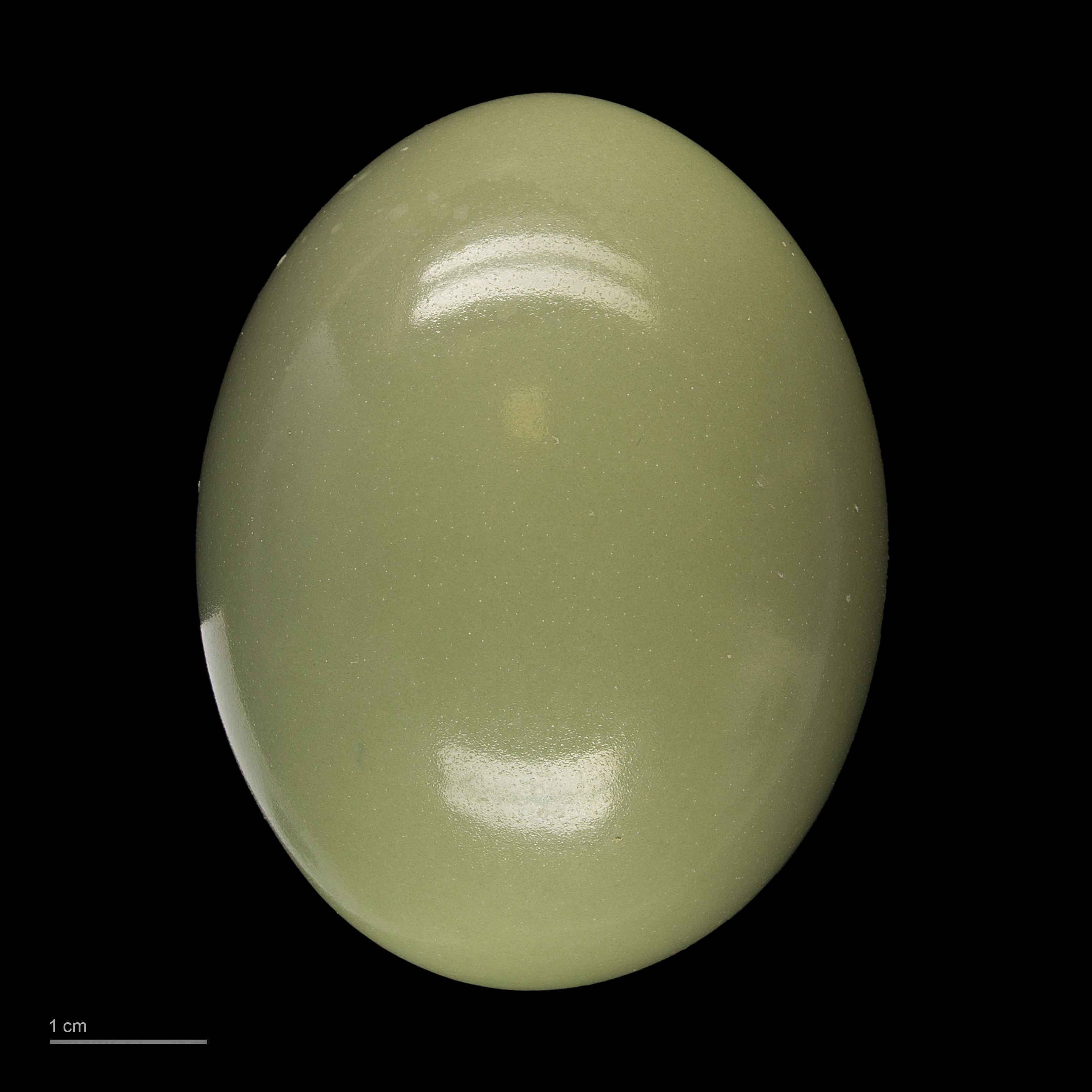
Jajo z kolekcji muzealnej

Samce żyją w poligamii, a samice w poliandrii. Wyprowadzają jeden lęg w roku (w przypadku poliandrii może być kilka zniesień), od czerwca-sierpnia aż po listopad. Większość jaj jest składana w październiku.
GniazdoNa ziemi, uwite z części roślin.
JajaSamica składa 5–9 jaj w kilku gniazdach. Jaja są owalne, błyszczące, w różnych kolorach: zielone, turkusowe, ciemnoczerwone lub ciemnobrązowe, zawsze jednolicie ubarwione, bez plamek.
WysiadywanieJaja wysiadywane są przez samca, od zniesienia pierwszego jaja przez okres 20–21 dni. Samiec siedzi na jajach nieprzerwanie przez długie godziny, opuszczając gniazdo tylko rano w celu znalezienia pożywienia.
PisklętaPisklęta są okryte gęstym, niepozornie ubarwionym puchem. Są wychowywane przez samca.

## Status
Międzynarodowa Unia Ochrony Przyrody (IUCN) uznaje kusacza pampasowego za gatunek najmniejszej troski (LC – Least Concern). Liczebność populacji nie została oszacowana; w 1996 roku ptak ten opisywany był jako dość pospolity. Jego liczebność spada ze względu na polowania i utratę siedlisk.
Naturalnymi wrogami kusaczy pampasowych są skunksy, lisy, dzikie koty oraz ptaki drapieżne, takie jak myszołów rdzawogrzbiety.